# Discographie de Joe Dassin
Cet article présente la discographie de Joe Dassin.
Joe Dassin, surnommé « le plus français des Américains », est né à New York en 1938 et est décédé brutalement d'un infarctus à Papeete, à Tahiti, en 1980. Il était le fils du réalisateur américain Jules Dassin. 
Au cours de sa carrière il a enregistré près de 250 chansons et vendu près de 25 millions de disques dans le monde,,.
Pour la liste complète de toutes ses chansons, veuillez consulter la Liste des chansons de Joe Dassin.

## Discographie française

### Albums studio
| Année | Album                                    | Étiquette | Certification                  |
| ----- | ---------------------------------------- | --------- | ------------------------------ |
| 1966  | Joe Dassin à New York                    | CBS       |                                |
| 1967  | Les Deux Mondes de Joe Dassin            | CBS       |                                |
| 1969  | Joe Dassin (Les Champs-Élysées)          | CBS       |                                |
| 1970  | Joe Dassin (La Fleur aux dents)          | CBS       |                                |
| 1971  | Joe Dassin (Elle était... Oh !)          | CBS       |                                |
| 1972  | Joe                                      | CBS       |                                |
| 1973  | 13 chansons nouvelles                    | CBS       |                                |
| 1974  | Joe Dassin (Si tu t'appelles Mélancolie) | CBS       |                                |
| 1975  | Joe Dassin (Le Costume blanc)            | CBS       | - FRA : Or                     |
| 1976  | Le Jardin du Luxembourg                  | CBS       | - CAN : Platine - FRA : 2 × Or |
| 1978  | Les Femmes de ma vie                     | CBS       | - CAN : Or                     |
| 1978  | 15 ans déjà...                           | CBS       | - FRA : Or                     |
| 1979  | Blue Country                             | CBS       |                                |

### EPs
| Année | Super 45 tours | Étiquette |
| ----- | --- | --------- |
| 1964  | - Je change un peu de vent (Freight Train) - Il a plu - Dis-moi, dis-lui - Ça n'est pas une fille (Wanted Man)                    | CBS       |
| 1965  | - Je vais mon chemin - Isabelle, prends mon chapeau - Mâche ta chique - Les jours s'en vont pareils                               | CBS       |
| 1965  | Bip bip - Bip bip (O Calhambeque) - Guantanamera - Je n'ai que mes mains (Poor man's son) - Pas sentimental (Not the Lovin' Kind) | CBS       |
| 1966  | - Ça m'avance à quoi ? (You Were on My Mind) - Combien de temps pour t'oublier - Comme la lune - Le Tricheur                      | CBS       |
| 1966  | Joe Dassin - Excuse Me, Lady - Vive moi - Petite mama - Joli minou                                                                | CBS       |
| 1967  | - Les Dalton - Hello hello ! - Viens voir le loup - C'est un cœur de papier                                                       | CBS       |
| 1977  | - La fleur aux dents - Il était une fois nous deux - L'Amérique - Ça va pas changer le monde                                      | CBS       |

### Singles
| Année | Simple | Étiquette  | Notes |
| ----- | --- | ---------- | --- |
| 1958  | Gina Lollobrigida chante la loi La Loi (par Gina Lollobrigida) – La Loi (par Joe Dassin)                                                         | Versailles | Extraits de la Bande Originale du film de Jules Dassin.                                                                          |
| 1965  | Je vais mon chemin – Isabelle, prends mon chapeau                                                                                                | CBS        | |
| 1965  | Bip bip – Guantanamera | CBS        | Promo |
| 1966  | Ça m'avance à quoi ? – Comme la lune | CBS        | |
| 1966  | Guantanamera – Katy cruel | CBS        | |
| 1966  | Excuse Me Lady – Petite mama | CBS        | Promo |
| 1966  | Vive moi – Joli minou | CBS        | Promo |
| 1967  | Les Dalton – Viens voir le loup | CBS        | Promo |
| 1967  | Marie-Jeanne – Tout bébé a besoin d'une maman | CBS        | |
| 1968  | La Bande à Bonnot – Plus je te vois, plus je te veux                                                                                             | CBS        | Réédité en 1968 avec pochette « Vol. 1 », CBS ; Réédité en 1973, CBS.                                                            |
| 1968  | Siffler sur la colline – Comment te dire | CBS        | Pochette avec « Vol. 2 », CBS.                                                                                                   |
| 1968  | Ma bonne étoile – Un peu comme toi | CBS        | |
| 1968  | Le Petit Pain au chocolat – Le Temps des œufs au plat                                                                                            | CBS        | |
| 1969  | Me que me que – Sunday Times | CBS        | Promo |
| 1969  | Les Dalton – Bip bip | CBS        | |
| 1969  | Le Chemin de papa – Les Champs-Élysées | CBS        | |
| 1969  | Me que me que – Mon village du bout du monde | CBS        | Promo |
| 1969  | Mon village du bout du monde – La Violette africaine                                                                                             | CBS        | Promo |
| 1970  | C'est la vie, Lily – Billy le Bordelais | CBS        | |
| 1970  | L'Amérique – Cecilia | CBS        | |
| 1970  | C'est bon l'amour – Au bout des rails | CBS        | Promo |
| 1971  | L'Équipe à Jojo – La Fleur aux dents | CBS        | Promo |
| 1971  | La Fleur aux dents – La Luzerne | CBS        | |
| 1971  | L'Équipe à Jojo – Le Portugais | CBS        | |
| 1971  | Fais la bise à ta maman – Mais la mer est toujours bleue                                                                                         | CBS        | |
| 1972  | Elle était oh ! – La mal-aimée du courrier du cœur                                                                                               | CBS        | |
| 1972  | Bye bye Louis – La Ligne de vie | CBS        | Promo |
| 1972  | Taka takata (La Femme du Toréro) – Le Cheval de fer                                                                                              | CBS        | Réédité deux fois en 1972 avec pochettes alternatives.                                                                           |
| 1972  | La Complainte de l'heure de pointe (À vélo dans Paris) – Un peu de paradis                                                                       | CBS        | |
| 1973  | S'aimer sous la pluie – C'est ma tournée | CBS        | Promo |
| 1973  | Le Moustique – C'est ma tournée | CBS        | |
| 1973  | Salut les amoureux – S'aimer sous la pluie | CBS        | |
| 1973  | Je t'aime, je t'aime – La Chanson des cigales | CBS        | |
| 1973  | La Dernière Page – Fais-moi de l'électricité | CBS        | Promo |
| 1973  | Les Dalton – Bip bip | CBS        | Promo |
| 1973  | Quand on a seize ans – À chacun sa chanson | CBS        | |
| 1973  | Quand on a du feu – Les Plus Belles Années de ma vie                                                                                             | CBS        | Promo |
| 1974  | Les Plus Belles Années de ma vie – Fais-moi de l'électricité                                                                                     | CBS        | |
| 1974  | C'est du mélo – Si tu viens au monde | CBS        | |
| 1974  | Vade retro – Si tu t'appelles Mélancolie | CBS        | |
| 1975  | L'Été indien (Africa) – Moi j'ai dit non | CBS        | |
| 1975  | L'Été indien (Africa) – Les Champs-Élysées | CBS        | Promo |
| 1975  | Et si tu n'existais pas – Ça va pas changer le monde                                                                                             | CBS        | Promo |
| 1976  | Ça va pas changer le monde – Il faut naître à Monaco                                                                                             | CBS        | |
| 1976  | Et si tu n'existais pas – Salut | CBS        | |
| 1976  | Il était une fois nous deux – Les Aventuriers | CBS        | |
| 1976  | Le Jardin du Luxembourg 1re partie – 2e partie                                                                                                   | CBS        | Promo ; Voix féminine : Dominique Poulain.                                                                                       |
| 1977  | À toi – Le Café des trois colombes | CBS        | |
| 1977  | Et l'amour s'en va – Le Château de sable | CBS        | |
| 1977  | Dans les yeux d'Émilie – Maria | CBS        | |
| 1977  | Maria – Spécial Joe disco Maria – Maria (instrumental)                                                                                           | CBS        | Promo, spécial disco - spécial juke-boxes                                                                                        |
| 1978  | Si tu penses à moi – Sorry | CBS        | |
| 1978  | Darlin' darlin' | CBS        | Promo |
| 1978  | L'Amérique – Boogie Woogie Bugle Boy/Piano Roll Blues/Lullaby of Broadway/Don't Sit under the Apple Tree/Rhum and Coca-Cola/In the Mood          | CBS        | Promo |
| 1979  | La vie se chante, la vie se pleure – Un Lord anglais                                                                                             | CBS        | |
| 1979  | Côté banjo, côté violon – Toi, le refrain de ma vie                                                                                              | CBS        | |
| 1979  | Le Dernier Slow – Tellement bu, tellement fumé                                                                                                   | CBS        | Réédité en 1979 en format 33tours maxi single.                                                                                   |
| 1979  | Faut pas faire de la peine à John – Si je dis « je t'aime »                                                                                      | CBS        | |
| 1979  | On se connaît par cœur – Le marché aux puces | CBS        | Promo |
| 1979  | Guantanamera – Il faut naître à Monaco | CBS        | Promo |
| 1982  | À mon fils – Extrait de la comédie musicale "Little Italy" À mon fils (Sébastian) – Sandy (Sandy)                                                | CBS        | Enregistré en 1978. |
| 1983  | L'Été indien – À toi | CBS        | |
| 1989  | L'Été arrive – L'Été indien revient L'Été indien (Africa) – The Guitar Don't Lie (Le Marché aux puces)                                           | CBS        | 45T maxi promo interdit à la vente ; Promo pour la publication de l'intégrale des enregistrements de Joe Dassin en octobre 1989. |
| 1989  | L'Été indien L'Été indien (Africa) – Pick a Bale O'Cotton (inédit)                                                                               | CBS        | |
| 1989  | Dassin Megamix 90 Megamix 90 (Siffler sur la colline/Cécilia/Les Dalton/Taka takata/L'Amérique) – Les Champs-Élysées                             | CBS        | Version de 3:58 ; 45T maxi |
| 1989  | Dassin Megamix 90 Megamix 90 (Siffler sur la colline/C'est bon l'amour/Taka takata/Les Dalton/Il faut naître à Monaco/L'Amérique) – L'Été indien | CBS        | Version de 5:27 ; 45T maxi ; Réédité en 1989 en CD Maxi 3" avec « C'est bon l'amour » en supplément.                             |
| 1989  | L'Été indien – The Guitar Don't Lie | CBS        | Promo ; Réédité en 1989 en maxi 45T Promo (Hollande).                                                                            |
| 1990  | Les Champs-Élysées – À toi | CBS        | |
| 2000  | Taka takata (remix latino) – L'Été indien | Sony BMG   | |

### Compilations
| Année | Album                                                             | Maison de disque         | Notes                                                                                              |
| ----- | ----------------------------------------------------------------- | ------------------------ | -------------------------------------------------------------------------------------------------- |
| 1969  | Les meilleures chansons de Joe Dassin                             | CBS                      | 2 LP                                                                                               |
| 1974  | Vol. 1 & Vol. 2                                                   | CBS                      | 2 LP                                                                                               |
| 1974  | Excuse me Lady                                                    | Pickwick                 | Réédité en 1979, MFP.                                                                              |
| 1975  | L'été indien (Album d'Or)                                         | CBS                      | |
| 1975  | Les grands succès Vol. 2                                          | CBS                      | |
| 1975  | Animateur de Radio!                                               | RCA                      | Disque Spécial de Promotion conçu pour Stations de Radio.                                          |
| 1976  | Les grands succès Vol. 3                                          | CBS                      | |
| 1976  | Bip bip                                                           | Pickwick                 | Réédité en 1979, MFP.                                                                              |
| 1977  | Vol. 1                                                            | Versailles               | |
| 1977  | Vol. 2 - Bip bip                                                  | Versailles               | |
| 1977  | Vol. 3 - Les Champs-Élysées                                       | Versailles               | |
| 1978  | Joe Dassin                                                        | CBS                      | 3 LP ; Réédité en 1979, Music For Pleasure.                                                        |
| 1979  | Joe Dassin                                                        | Music For Pleasure       | |
| 1979  | Grands succès                                                     | France Loisirs           | |
| 1980  | Enregistrements originaux                                         | Music For Pleasure       | 2 LP                                                                                               |
| 1980  | Joe Dassin                                                        | CBS                      | |
| 1980  | Mélancolie                                                        | CBS                      | Réédité en 2000, Sony.                                                                             |
| 1980  | Joe Dassin - Enregistrements originaux                            | Music Melody             | 2 LP ; Réédité en 1983.                                                                            |
| 1980  | Joe Dassin - Enregistrements originaux                            | Music Melody             | 3 LP                                                                                               |
| 1981  | Joe Dassin Vol. 1                                                 | Music For Pleasure       | |
| 1981  | Joe Dassin Vol. 2                                                 | Music For Pleasure       | |
| 1981  | Ses plus grands succès                                            | CBS                      | |
| 1984  | Grands succès                                                     | CBS                      | 3 LP                                                                                               |
| 1985  | Ses Grands Succès Vol. 3                                          | CBS                      | |
| 1985  | Album souvenir                                                    | CBS                      | - 2 LP - Certifié disque d'or en France.                                                           |
| 1986  | Une heure avec Joe Dassin - vol. 1                                | Sony BMG                 | |
| 1986  | Une heure avec Joe Dassin - vol. 2                                | Sony BMG                 | |
| 1989  | Intégrale                                                         | CBS                      | Coffret 9 CDs                                                                                      |
| 1989  | 23 succès                                                         | CBS                      | |
| 1989  | 27 succès                                                         | CBS                      | 2 LP                                                                                               |
| 1989  | 41 succès                                                         | CBS                      | 2 CD                                                                                               |
| 1991  | Joe Dassin - Collection Superstar                                 | France Loisirs           | |
| 1991  | Joe Dassin                                                        | Club Dial                | Joe dassin 100 succès - 100 souvenirs (5 CDs)                                                      |
| 1992  | Collection Or                                                     | Sony Music Entertainment | Réédité en 1994, L'été indien & Chante l'amour (2 CD), Gemini.                                     |
| 1992  | Chante l'amour                                                    | Sony Music Entertainment | Réédité en 1994, L'été indien & Chante l'amour (2 CD), Gemini.                                     |
| 1992  | Les prénoms féminins                                              | Sony Music Entertainment | |
| 1993  | Joe Dassin                                                        | Sony ME                  | |
| 1993  | Souvenirs                                                         | Sony Musique             | |
| 1994  | Série Gold - vol. 1                                               | Sony                     | |
| 1994  | Joe Dassin - Collection Gold                                      | Columbia                 | |
| 1995  | Le meilleur de Joe Dassin                                         | Sony Music               | 2 CD                                                                                               |
| 1995  | Le meilleur de Joe Dassin                                         | Sony Music               | 3 CD                                                                                               |
| 1995  | Intégrale                                                         | Sony BMG                 | Coffret 11 CD                                                                                      |
| 1996  | Folk and Jazzy                                                    | Sony Music               | |
| 1996  | Série Gold - vol. 2                                               | Sony                     | |
| 2000  | Ses plus grands succès                                            | Sony BMG                 | 2 CD                                                                                               |
| 2000  | Intégrale Albums                                                  | Sony BMG                 | Coffret 15 CD, 162 titres remastérisés à partir des bandes master originales analogiques.          |
| 2001  | Les indispensables de Joe Dassin (versions originales - volume 1) | Sony Musique             | |
| 2001  | Les indispensables de Joe Dassin (versions originales - volume 2) | Sony Musique             | |
| 2002  | Ma bonne étoile                                                   | Sony Musique             | Longbox 3 CD                                                                                       |
| 2002  | Collection J'adore                                                | New Service              | |
| 2003  | Les plus belles chansons d'amour de Joe Dassin                    | Sony Musique             | |
| 2005  | Éternel...                                                        | Sony Musique             | 1 CD - réédité en 2013, Digibook - Nouvelles versions remixées pour l'intégrale 2005.              |
| 2005  | Éternel...                                                        | Sony Musique             | 2 CD - Nouvelles versions remixées pour l'intégrale 2005.                                          |
| 2005  | L'intégrale                                                       | Sony BMG                 | 10 CD ; La plupart des enregistrements remixés et remasterisés à partir des multipistes d'origine. |
| 2007  | Salut les amoureux                                                | Sony BMG                 | Coffret 3 CD                                                                                       |
| 2007  | Les Champs-Élysées                                                | Sony BMG                 | CD encadré « Édition Limitée Or »                                                                  |
| 2008  | Country                                                           | Sony BMG                 | |
| 2009  | Best of Joe Dassin                                                | Sony Musique             | 3 CD                                                                                               |
| 2009  | Best of Joe Dassin                                                | Sony Musique             | 3 CD                                                                                               |
| 2009  | Original Album Classics                                           | Sony Musique             | 5 CD                                                                                               |
| 2009  | L'intégrale Joe Dassin                                            | Sony Musique             | Nouvelle présentation de l'intégrale de 10 CD parue en 2005.                                       |
| 2010  | Best of 3 CD - L'album souvenir                                   | Sony Musique             | 3 CD                                                                                               |
| 2010  | Les 100 plus belles chansons                                      | Sony Musique             | 5 CD                                                                                               |
| 2011  | La Collection Vol. 1                                              | Sony Musique             | |
| 2011  | La Collection Vol. 2                                              | Sony Musique             | |
| 2012  | Musique & Photos                                                  | Livre CD Sony            | 10 photos + 2 CD ; Livre édité pour la 1re fois en 2010.                                           |

## Discographie en allemand

### Albums studio
| Année | Album                      | Étiquette | Notes                         |
| ----- | -------------------------- | --------- | ----------------------------- |
| 1972  | Das sind zwei linke Schuh' | CBS       | Réédité en 1972, CBS/Embassy. |
| 1972  | Ich hab mich verliebt      | CBS       |                               |

### Singles
| Année | Album | Étiquette | Notes |
| ----- | --- | --------- | ----- |
| 1969  | Oh, Champs-Élysées – Deutsche Original-Aufnahme Oh, Champs-Élysées – Es ist leicht...                                                      | CBS       |       |
| 1971  | Das sind zwei linke Schuh' – Meines Vaters Sohn                                                                                            | CBS       |       |
| 1971  | Es gibt Mädchen so zum träumen – Melanie                                                                                                   | CBS       |       |
| 1972  | Ich hab' mich verliebt – Dieser Sänger braucht nur ein Chanson                                                                             | CBS       |       |
| 1972  | In Versailles in dem großen Garten – Darauf ein Glas                                                                                       | CBS       |       |
| 1973  | Joe Dassin und Die Schöneberger Sängerknaben In Paris ringsumher – Schöne Grüße an Mama                                                    | CBS       |       |
| 1974  | Keiner singt gern allein – Deutsche Aufnahme von » I shall sing « Keiner singt gern allein – Wahre Liebe ist gans leise                    | CBS       |       |
| 1975  | Septemberwind – Deutsche Original-Aufnahme von » L'été indien (Africa) « Septemberwind (L'été indien [Africa]) – Ce n'est rien que du vent | CBS       |       |

### Compilations
| Année | Album                                 | Étiquette | Notes |
| ----- | ------------------------------------- | --------- | ----- |
| 1973  | Starportrait                          | CBS       |       |
| 1991  | Septemberwind – Seine größten Erfolge | Columbia  |       |
| 2000  | Seine grössten Erfolge                | Sony BMG  |       |

## Discographie en anglais

### Albums studio
| Année | Album               | Étiquette | Notes                                                                    |
| ----- | ------------------- | --------- | ------------------------------------------------------------------------ |
| 1979  | Home made ice cream | CBS       | Guitare électrique, guitare sèche et harmonica : Tony Joe White ; Canada |

### Singles
| Année | Album                                                                                 | Étiquette | Notes                                                     |
| ----- | ------------------------------------------------------------------------------------- | --------- | --------------------------------------------------------- |
| 1969  | The Champs Elysees – Sunday times                                                     | CBS       |                                                           |
| 1975  | Indian summer – Sunday times                                                          | CBS       |                                                           |
| 1975  | When summer is gone – Sunday times                                                    | RCA       | Promo                                                     |
| 1978  | Darling – Mellow melody                                                               | CBS       |                                                           |
| 1979  | Promises – The guitar don't lie                                                       | CBS       |                                                           |
| 1980  | The guitar don't lie The guitar don't lie (Le marché aux puces) – Yellowstone cowbear | CBS       | Réédité en 1980 en format 33tours maxi single.            |
| 1980  | The guitar don't lie The guitar don't lie – Home made ice cream                       | CBS       | 33tours maxi single – Special club (interdit à la vente). |

## Discographie en espagnol

### Singles
| Année | Simple | Étiquette | Notes |
| ----- | --- | --------- | ----- |
| 1975  | Canta en español Aun vivo para el amor (Africa)                                                                            | CBS       |       |
| 1977  | Canta en español Y si no existieras (Et si tu n'existais pas) – Esto no va a cambiar el mundo (Ça va pas changer le monde) | CBS       |       |
| 1978  | Canta en castellano A ti (À toi) – Déjame dormir (Laisse-moi dormir/Canta en Francés)                                      | CBS       |       |
| 1978  | El amor se va – Et l'amour s'en va                                                                                         | CBS       |       |
| 1979  | La vida viene, la vida va – La vie se chante, la vie se pleure                                                             | CBS       |       |

### Albums studio
| Année | Album                        | Étiquette | Notes |
| ----- | ---------------------------- | --------- | ----- |
| 1977  | En los jardines de mi ciudad | CBS       |       |

### Compilations
| Année | Album                                  | Étiquette | Notes                                           |
| ----- | -------------------------------------- | --------- | ----------------------------------------------- |
| 1978  | Grandes exitos en castellano y francés | CBS       |                                                 |
| 1979  | A ti – Los mas grandes exitos          | CBS       |                                                 |
| 1982  | Las dos caras de Joe Dassin            | CBS       | 6 chansons en espagnol, 6 chansons en français. |

## Discographie en grec

### Singles
| Année | Album | Étiquette | Notes |
| ----- | --- | --------- | ----- |
| 1978  | Musique du film de Jules Dassin : Cri de femmes Ochi den prepi den prepi na sinandithoume (Joe Dassin et Melina Mercouri) | CBS       |       |

## Discographie en italien

### Singles
| Année | Simple                                                   | Étiquette | Notes |
| ----- | -------------------------------------------------------- | --------- | ----- |
| 1968  | La banda Bonnot – Un giorno d'aprile                     | CBS       |       |
| 1975  | Africa (L'estate di San Martino) – L'été indien (Africa) | CBS       |       |

## Discographie en japonais

### Singles
| Année | Simple                                                                                      | Étiquette | Notes |
| ----- | ------------------------------------------------------------------------------------------- | --------- | ----- |
| 1970  | Les Champs-Élysées (オー・シャンゼリゼ) – Mon Village Du Bout Du Monde (世界の果てに美しく) | CBS/Sony  |       |

## Albums live
| Année | Album                                   | Maison de disque                      | Notes |
| ----- | --------------------------------------- | ------------------------------------- | --- |
| 1974  | À l'Olympia – Enregistrement public     | CBS                                   | Réédité en 1981, CBS ; Réédité en 1995, Columbia. |
| 2001  | Musicorama                              | Laser light, Europe 1 et Delta music  | Olympia 1968, Olympia 1969, Cambrai 1970, Cambrai 1972 Réédité en 2005 « Les grands concerts », coffret incluant les 3 CD Musicorama (Delta music).                                               |
| 2003  | Concerts Musicorama (II)                | Laser light, Europe 1 et Delta music  | Musicorama 1970, Musicorama 1972 et deux enregistrements d'Europe 1 au studio Périer en 1974 et 1975 Réédité en 2005 « Les grands concerts », coffret incluant les 3 CD Musicorama (Delta music). |
| 2004  | Concerts Musicorama (III)               | Laser light, Europe 1 et Delta music. | Enregistré le 2 février 1977 à l'Olympia Réédité en 2005 « Les grands concerts », coffret incluant les 3 CD Musicorama (Delta music).                                                             |
| 2005  | Joe à l'Olympia                         | Laser light, Europe 1 et Delta music. | Soir de première enregistré le 19 février 1974 à l'Olympia Concert différent de l'album « À l'Olympia » paru en 1974.                                                                             |
| 2005  | Joe Dassin – 25 ans déjà                | Sony BMG                              | Enregistré à Sherbrooke, Québec, janvier 1977 CD promotionnel inclus dans un hebdomadaire français.                                                                                               |
| 2010  | Collector – 5 titres en version inédite | Sony musique                          | Enregistré à Sherbrooke et Montréal, Québec, 1974 CD vendu avec le Télé 7 jours no 2614. |

## Compilations (divers)
| Année | Album          | Maison de disque | Notes                                            |
| ----- | -------------- | ---------------- | ------------------------------------------------ |
| 2000  | Grandes Exitos | Sony BMG         | 9 titres en espagnol, 3 en italien, 2 en anglais |

## Collaborations
| Année | Album                                                          | Collaborateur           | Note |
| ----- | -------------------------------------------------------------- | ----------------------- | --- |
| 1974  | Une journée de Monsieur Chose                                  | Carlos                  | Carlos et Joe Dassin interprètent « Crésus et Roméo » (CBS).                                                                          |
| 1982  | Little Italy                                                   | Marcella Bella          | Enregistré en 1978, sorti en 1982 à titre posthume ; Réédité en 1989, Sélection du Reader's Digest (LP et CD).                        |
| 2001  | Les insolences d'un téléphone - Vol. 1                         | Yvan Ducharme           | Joe Dassin est pris au piège par Yvan Ducharme (fin des années 1960).                                                                 |
| 2010  | Dassin Symphonique                                             | Zoltán Kovács           | Collaborations virtuelles réunissant la voix de Joe Dassin et l'Orchestre Symphonique de Budapest sous la direction de Zoltán Kovács. |
| 2013  | Hélène Ségara en duo avec Joe Dassin – Et si tu n'existais pas | Hélène Ségara           | Duos virtuels avec Hélène Ségara. |
| 2015  | Joe Dassin Chante avec les Chœurs de l'Armée Rouge             | Chœurs de l'Armée rouge | Duos virtuels avec les Chœurs de l'Armée rouge                                                                                        |

## Albums vidéos

### VHS
- 1989 Ses plus grands succès
- 1998 Le dernier slow
- 2000 De l'Amérique aux Champs-Élysées

### DVD
- 2000 Ses plus grands succès
- 2005 À toi... (Live à l'Olympia 1977, versions différentes du Musicorama III)